# Phố Oxford
Phố Oxford (tiếng Anh: Oxford Street) là một con đường chính nổi tiếng về mua sắm ở trung tâm thủ đô Luân Đôn của Anh. Con phố nằm ở thành phố Westminster nối dài 1,9 km chạy từ Marble Arch (ở góc của Công viên Hyde) giao nhau với Phố Regent tại ngã tư Oxford Circus, để đi đến đường Charing Cross và đường Tottenham Court.
Phố Oxford được xem là thiên đường mua sắm cao cấp sầm uất nhất Châu Âu, với khoảng 200 triệu du khách ghé thăm mỗi năm, bao gồm 9 triệu du khách nước ngoài du lịch đến đây thăm thủ đô.

## Tuyến đường

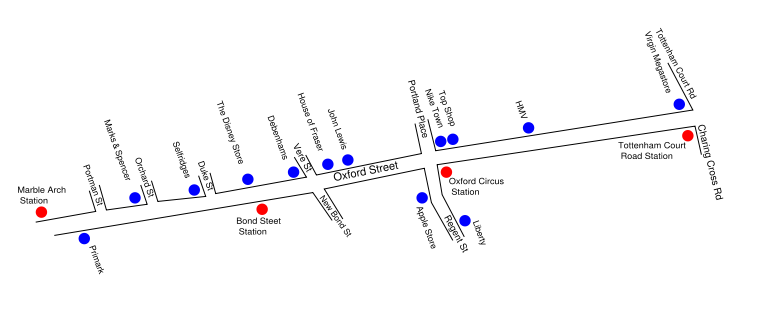
Bản đồ hiển thị Phố Oxford và các đường phụ chính, với các ga tàu điện ngầm Luân Đôn và các cửa hàng được đánh dấu

Phố Oxford chạy dài khoảng 1,2 dặm (tương đương 1,9 km) trong Thành phố Westminster. Tuyến đường bắt đầu tại giao lộ St Giles Circus từ điểm hướng tây, gặp đường Charing Cross, và đường Tottenham Court (cạnh trạm ga Tottenham Court). Con đường chạy tiếp qua Phố Bond, Phố Wardour và Phố Đại Portland đến Oxford Circus, giao nhau với Phố Regent tại đây. Từ đó, con đường tiếp tục đi qua Phố Bond mới, trạm ga phố Bond và phố Vere, kết thúc tại Cổng lớn Marble Arch. Tuyến đường khác tiếp nối phố Oxford là Đường Bayswater và Đại lộ Công viên Holland hướng tới quận Shepherd Bush.
Giống như nhiều con đường ở Trung tâm Luân Đôn con phố không đủ dài để thông qua các tuyến đường, con phố không có số trên biển chỉ dẫn. Nhiều tuyến xe buýt chạy dọc theo Phố Oxford, bao gồm số 10, 25, 55, 73, 98, 390 và xe buýt đêm số N8, N55, N73, N98 và N207.

## Phát triển

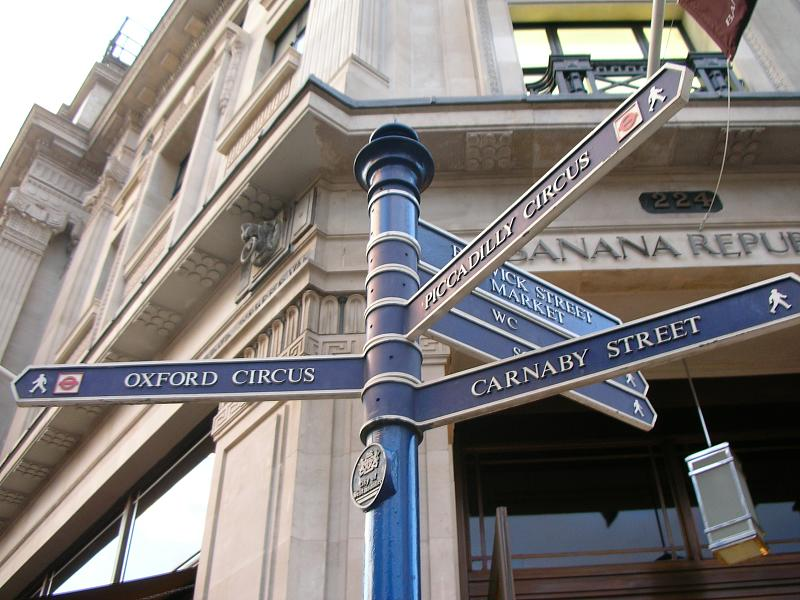
Hướng dẫn đường tại phố Oxford

Phố Oxford là nơi có một số cửa hàng bách hóa lớn và các cửa hàng bán lẻ hàng đầu, hiện có hơn 300 cửa hàng vào năm 2012. Phố Oxford là một phần của quận mua sắm ở phía Tây Luân Đôn, cùng với các đường phố khác bao gồm Covent Garden, Phố Bond và Piccadilly. Đây là con phố mua sắm được ghé thăm thường xuyên nhất ở Nội thành Luân Đôn, thu hút hơn nửa triệu khách hàng ngày trong năm 2014, và là một trong những điểm đến phổ biến nhất ở Luân Đôn đối với khách du lịch, với doanh thu ước tính hàng năm trên 1 tỷ bảng Anh.
Tottenham là quán rượu được xếp hạng II* di tích tại số 6 phố Oxford, gần đường Tottenham Court. Tòa nhà được xây dựng vào giữa thế kỷ 19 và là quán rượu cuối cùng còn lại trên phố.
Marks & Spencer có hai cửa hàng trên phố Oxford. Cửa hàng đầu tiên mở tại Cổng Marble Arch, nằm ở ngã ba với đường Orchard. Một chi nhánh thứ hai nằm giữa phố Regent và đường Tottenham Court, trên trang web cũ của Pantheon.
Câu lạc bộ 100, nằm trong tầng hầm của số 100 như một địa điểm tổ chức nhạc sống kể từ ngày 24 tháng 10 năm 1942. Tòa nhà được cho là an toàn từ các mối đe dọa ném bom vì vị trí ngầm của nó, và chơi máy chủ để các nhạc sĩ nhạc jazz, bao gồm Glenn Miller. Câu lạc bộ được đổi tên thành Câu lạc bộ Jazz Luân Đôn vào năm 1948, và sau đó là Câu lạc bộ Humphrey Lyttelton sau khi ông tiếp quản hợp đồng thuê vào những năm 1950. Louis Armstrong đã từng biểu diễn tại địa điểm này. Câu lạc bộ trở thành một địa điểm quan trọng cho sự hồi sinh nhạc Jazz truyền thống, tổ chức các hợp đồng biểu diễn của Chris Barber và Acker Bilk. Tòa nhà được đổi tên thành Câu lạc bộ 100 vào năm 1964 sau khi Roger Horton mua cổ phần, và lần đầu tiên thêm giấy phép kinh doanh rượu. Đây cũng là một địa điểm quan trọng cho nhạc Punk rock ở Anh và đã tổ chức lễ hội nhạc punk đầu tiên của Anh vào ngày 21 tháng 9 năm 1976.
Nhà bán lẻ âm nhạc HMV (His Master Voice) đã được Ngài Edward Elgar thành lập tại số 363 phố Oxford vào năm 1921. Beatles đã từng thu âm lần đầu tiên tại Luân Đôn vào năm 1962, khi họ cắt đĩa demo 78 vòng/phút trong cửa hàng. Một cửa hàng lớn hơn ở số 150 được mở bởi 1986 bởi Bob Geldof, và là cửa hàng âm nhạc lớn nhất thế giới, với diện tích 60.000 foot vuông (6.000 m2). Cũng như kinh doanh âm nhạc và video, các cơ sở hỗ trợ hợp đồng biểu diễn trực tiếp trong cửa hàng. Vì những khó khăn về tài chính, cửa hàng đã đóng cửa số 150 vào năm 2014, với tất cả kinh doanh chuyển đến số nhà 363.
Trường Cao đẳng Thời trang Luân Đôn có một khuôn viên trường trên đường John Prince gần Oxford Circus. Trường là phần cấu thành của Đại học Mỹ thuật Luân Đôn, trước đây là Học viện Luân Đôn.
Nhà bán lẻ mỹ phẩm Lush đã mở một cửa hàng vào năm 2015. Với diện tích 9.300 foot vuông (860 m2) và là tòa nhà ba tầng, đây là công ty bán lẻ lớn nhất.

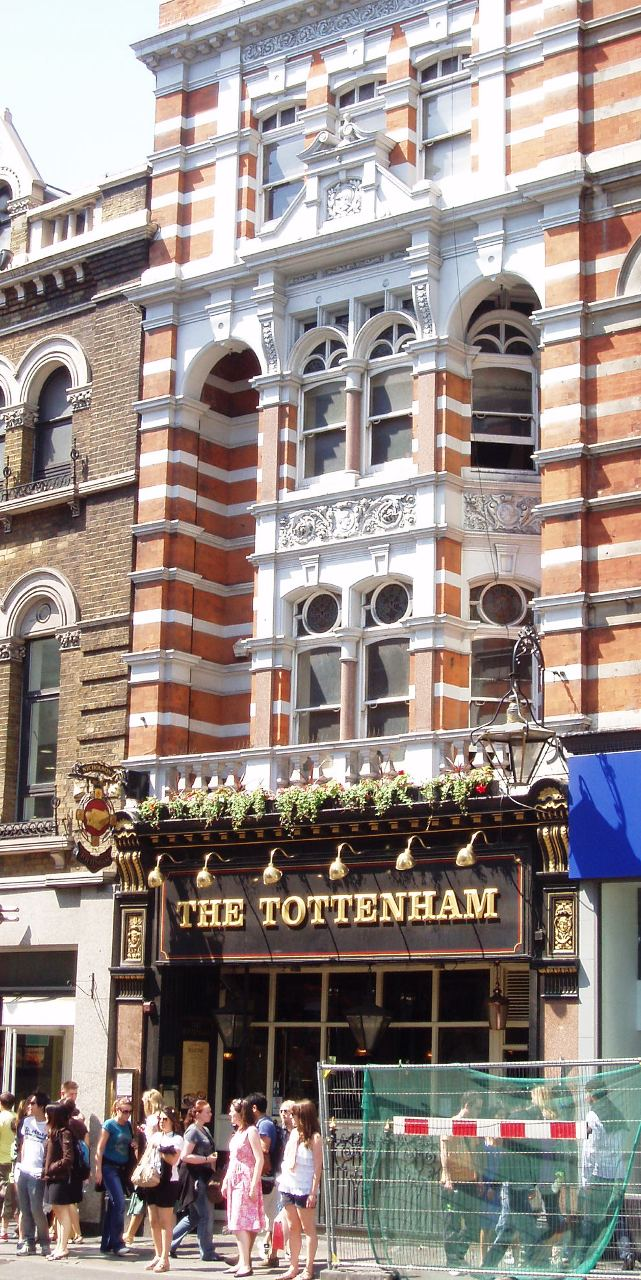
Quán rượu Tottenham.
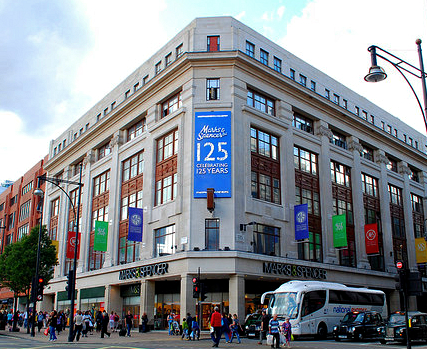
Marks and Spencer.
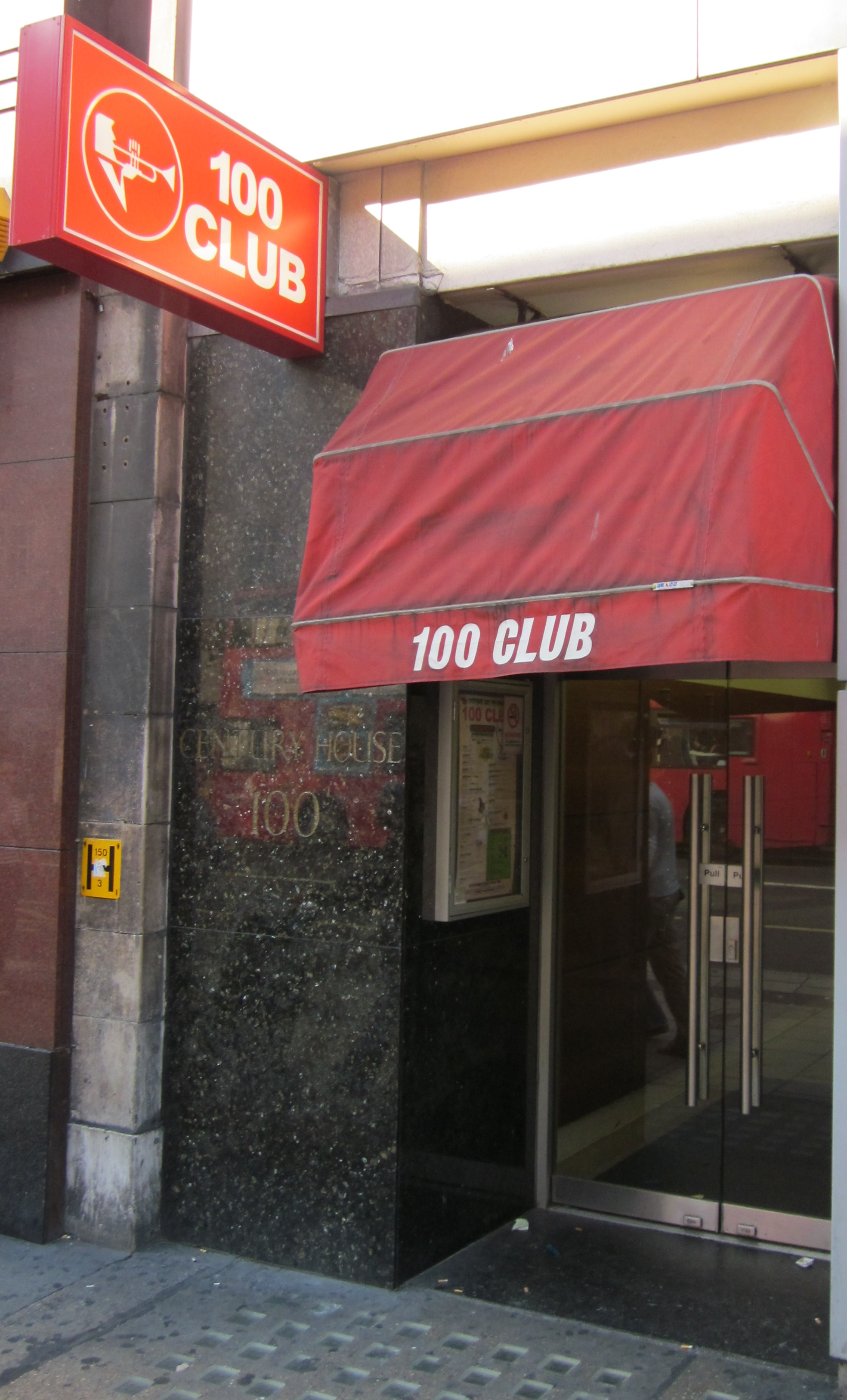
Câu lạc bộ 100, tọa lạc số 100
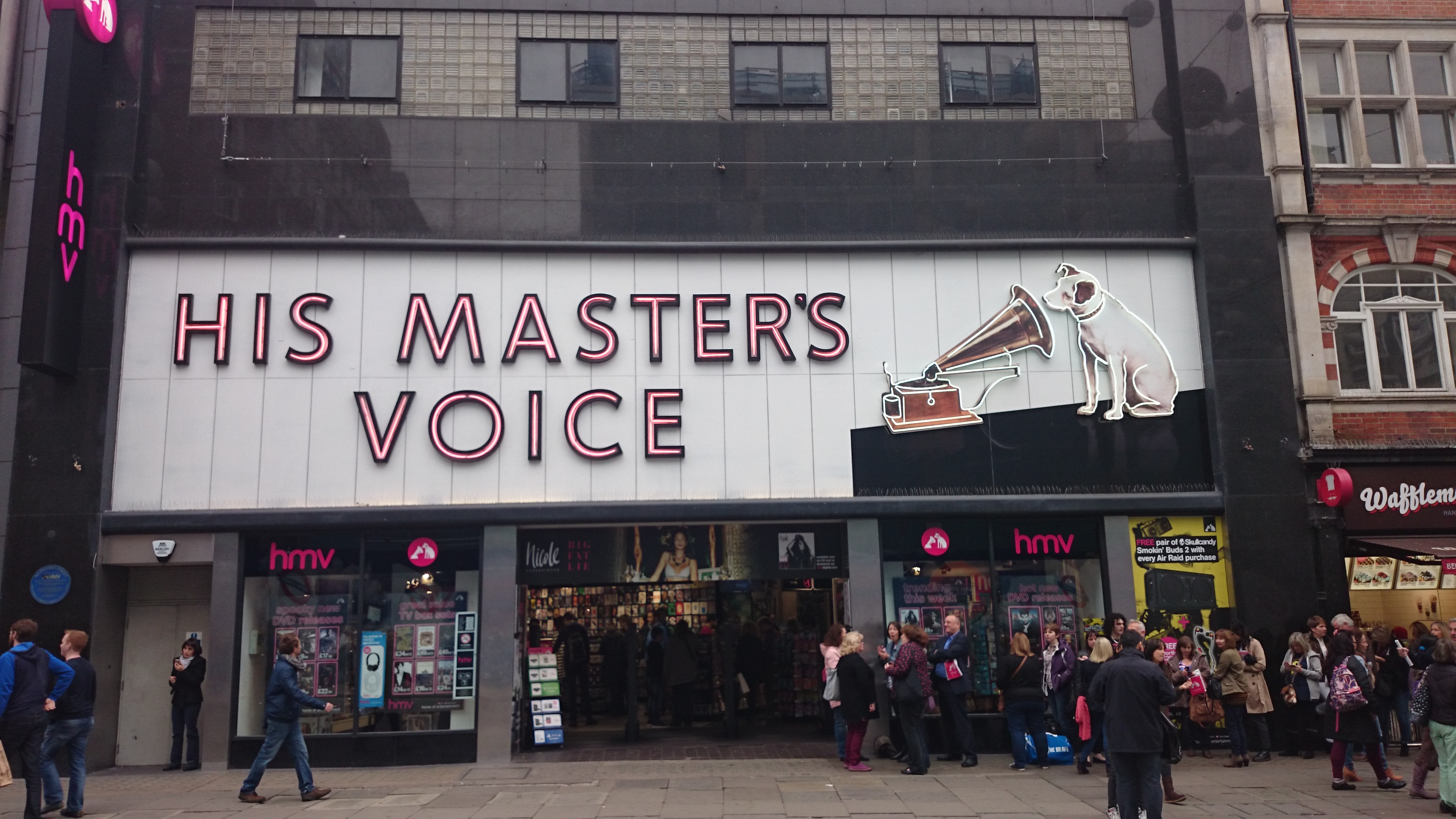
Nhà bán lẻ chuyên về âm nhạc HMV
Trường Cao đẳng Thời trang Luân ĐônTrường Cao đẳng Thời trang Luân Đôn

## Đèn Giáng sinh

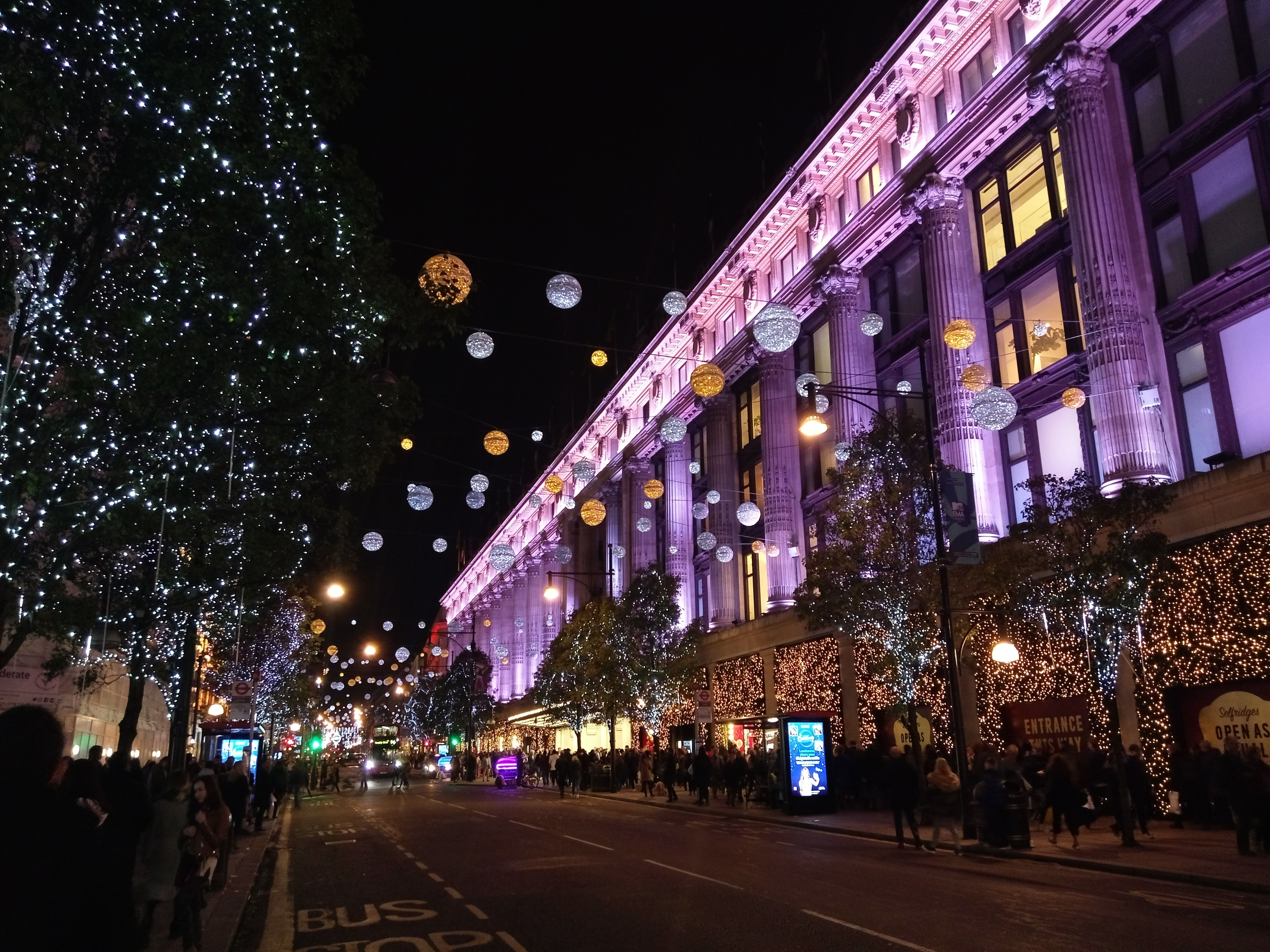
Phố Oxford về đêm năm 2017

Kể từ năm 1959, Phố Oxford là một địa điểm được trang trí bằng đèn lễ hội thường xuyên và phổ biến của Lễ Giáng Sinh ở Luân Đôn.
Đèn ban đầu được lắp đặt để đáp ứng với đèn Giáng sinh ở Phố Regent gần đó, có từ năm 1954. Đèn được trả tiền bởi chủ cửa hàng và hội đồng địa phương, và được lắp đặt để tạo cảm giác nhân dịp lễ cho người mua hàng không thể được tìm thấy bất cứ nơi nào khác. Từ năm 2010, việc quản lý đèn đã được thực hiện bởi Field and Lawn, một công ty cho thuê cũng lắp đặt đèn ở Phố Regent. Khoảng 750,000 bóng đèn được sử dụng hàng năm.
Thực tế này liên quan đến việc một người nổi tiếng bật đèn vào giữa cuối tháng 11 và đèn vẫn duy trì cho đến ngày 6 tháng 1. Các lễ hội giáng sinh đã bị hoãn lại vào năm 1963 vì Vụ ám sát John F. Kennedy. Năm 2018, không có một vị khách nổi tiếng nào bật công tắc đèn khai mạc lễ hội và thay vào đó một vài người nghệ sĩ đã biểu diễn ở nhiều cửa hàng khác nhau dọc theo con phố Oxford.

## Giao thông

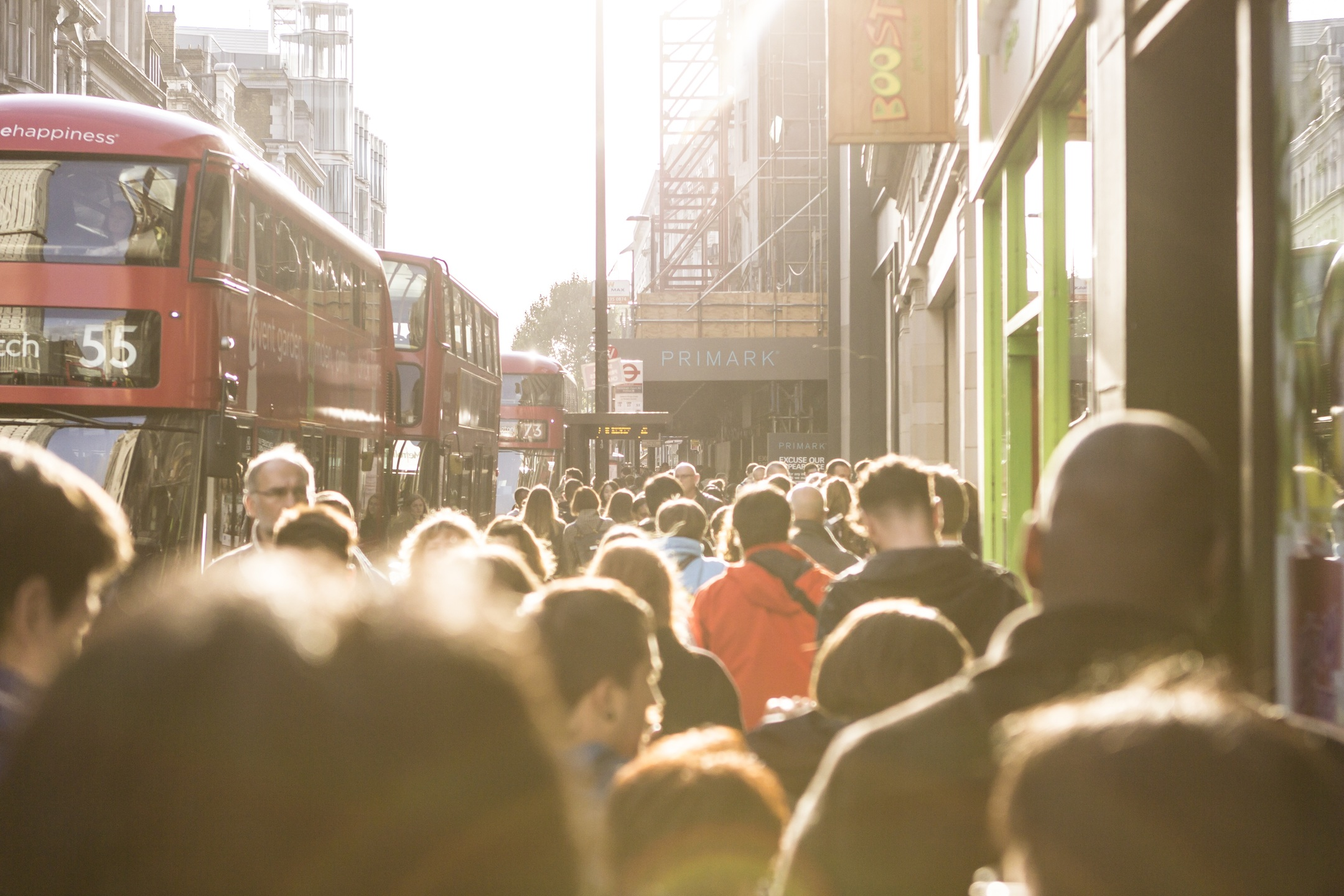
người đi bộ qua lại đông đúc ở Phố Oxford

Là một khu vực mua sắm nhộn nhịp nổi tiếng và đường chính cho xe buýt và taxi ở Luân Đôn, Phố Oxford Street thường xuyên bị tình trạng tắc nghẽn giao thông, lối đi cho người đi bộ, và ô nhiễm kém. Các kế hoạch quản lý giao thông khác nhau đã bàn giao cho Vận tải công cộng Luân Đôn (Transport for London - TfL) thực hiện, bao gồm lệnh cấm các phương tiện cá nhân vào ban ngày và vào các ngày trong tuần và thứ bảy, và cải thiện đường phố dành cho người đi bộ.
Để ngăn chặn tắc nghẽn xe buýt, hầu hết Phố Oxford được chỉ định làn đường xe buýt trong giờ cao điểm và các phương tiện cá nhân bị cấm. Điều này chỉ mở cửa cho xe buýt, taxi và xe hai bánh trong khoảng thời gian từ 7:00 sáng đến 7:00 tối vào tất cả các ngày trừ Chủ nhật.
Năm 2009, một đường chéo vạch kẻ đường mới được mở tại ngã tư Oxford Circus, cho phép người đi bộ băng qua từ một góc hướng Phố Oxford sang phía đối diện mà không cần phải băng qua hai lần hoặc sử dụng đường chui. Điều này làm tăng gấp đôi khả năng của người đi bộ tại ngã ba.

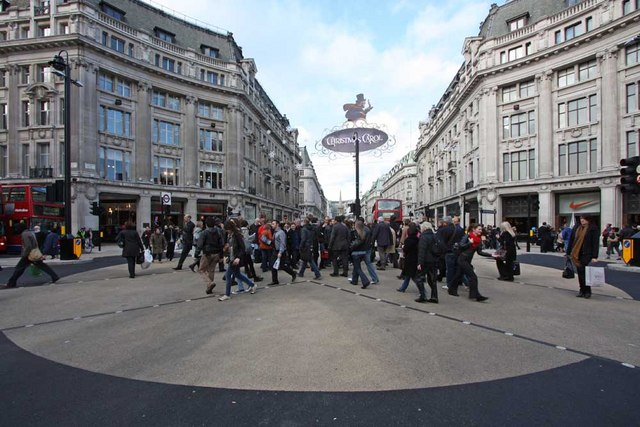
vạch kẻ đường chữ X kiểu Tokyo tại ngã tư Oxford Circus cho phép người đi bộ đi theo đường chéo trên thay vì phải đi vòng hai lần

### Ô nhiễm
Vào năm 2014, một báo cáo của các nhà khoa học thuộc Đại học Hoàng đế Luân Đôn, cho thấy Phố Oxford có mức độ ô nhiễm Nitơ dioxide cao nhất thế giới, ở mức 135 microgam trên một mét khối không khí (μg/m³). Con số này là trung bình bao gồm cả thời gian ban đêm, khi lưu lượng truy cập thấp hơn nhiều. Vào những thời điểm cao điểm trong ngày, mức độ lên tới 463 μg/m³ đã được ghi lại gấp hơn 11 lần mức tối đa được phép của EU là 40 μg/m³ Do lưu lượng xe buýt và taxi chạy bằng dầu diesel, nồng độ nitơ dioxide trung bình hàng năm vào khoảng 180 μg/m³. Con số này gấp 4,5 lần mục tiêu của EU là 40 μg/m³ (Chỉ thị của Hội đồng năm 1999/30/EC).